# Una strada, un amore
Una strada, un amore (Hanover Street) è un film di guerra del 1979, diretto da Peter Hyams e con Harrison Ford e Lesley-Anne Down protagonisti.

## Trama
Ambientato in tempo di guerra racconta la dura storia - segreta - d'amore tra i due protagonisti, Margaret infatti è sposata e ha una bambina, durante un attacco s'incontra con David ed è amore a prima vista tra i due. Lui è un pilota statunitense dell'USAAF di stanza a Londra e pilota un bombardiere bimotore North American B-25 Mitchell con il quale precipita in Francia insieme al marito di lei che riuscirà a salvare e a riportare in patria.